# Lifförsäkrings AB Thule
Lifförsäkrings AB Thule, senare Thulebolagen,   var ett svenskt försäkringsbolag, grundat 1873, och 1963 uppköpt av Skandia.

## Företagshistoria
Initiativtagare och senare verkställande direktör var bokhandlaren Per Johan Fagerström. Han drev en agentur åt det franska livförsäkringsbolaget Impériale och var deras reseagent under åren 1867–1870. Påverkad av Impériales nydanande principer, där delar av försäkringsbolagets vinster tillföll till försäkringstagarna, lade han fram förslaget att bilda ett liknande svenskt bolag. Han möttes inledningsvis av tveksamhet men kunde genomföra sin idé och grundade därmed Lifförsäkrings AB Thule 1873 tillsammans med medicine doktor Oskar Theodor Sandahl, professor Hugo Gyldén, professor Hjalmar Kinberg med flera.
Från 1888 var Sven Palme dess verkställande direktör, och han gjorde bolaget till Nordens största försäkringsbolag genom att rikta sig till bredare befolkningsgrupper, bland annat till kvinnor.
Genom uppköp och fusioner även Försäkrings AB Brand-Victoria, Försäkrings AB Norrland, Försäkrings AB Skandinavien i det bolag som från 1932 kallas Thulebolagen. 1949 köpte Thulekoncernen upp Fenixgruppen med bolagen Brandförsäkrings AB Fenix, Försäkrings AB Heimdall, Försäkrings AB Nordisk Yacht.

## Fastigheter
Bolaget uppkallade ett antal fastigheter efter sig; däribland Thulehuset på Kungsträdgårdsgatan 14 och Thulehuset på Sveavägen 40-48, båda i Stockholm. Även Hamiltonska huset, Kungsträdgårdsgatan var en period i bolagets ägo, likaså Thulehuset i Umeå.  Thule-huset i Östersund vid Gustav III Torg

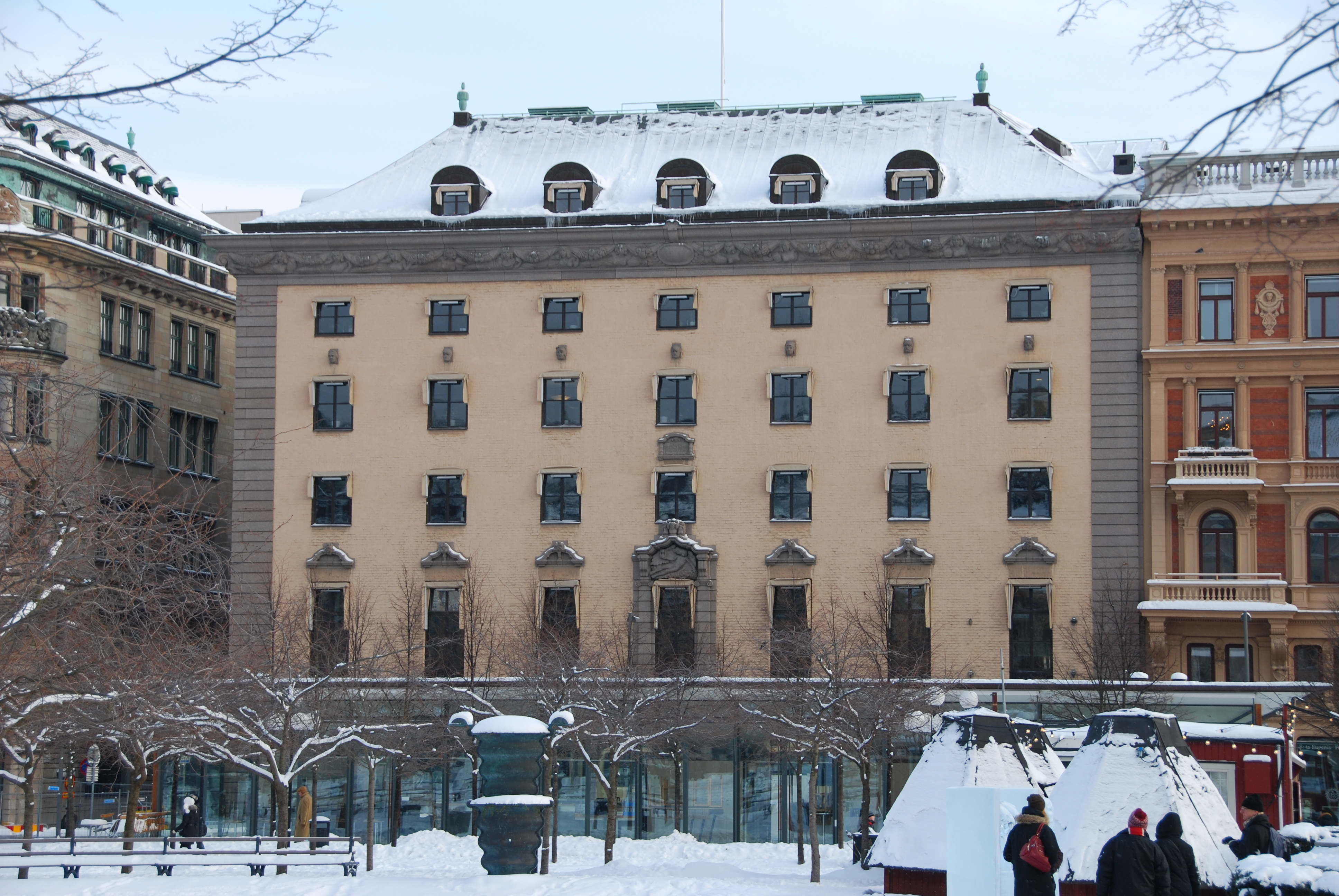
Thulehuset på Kungsträdgårdsgatan
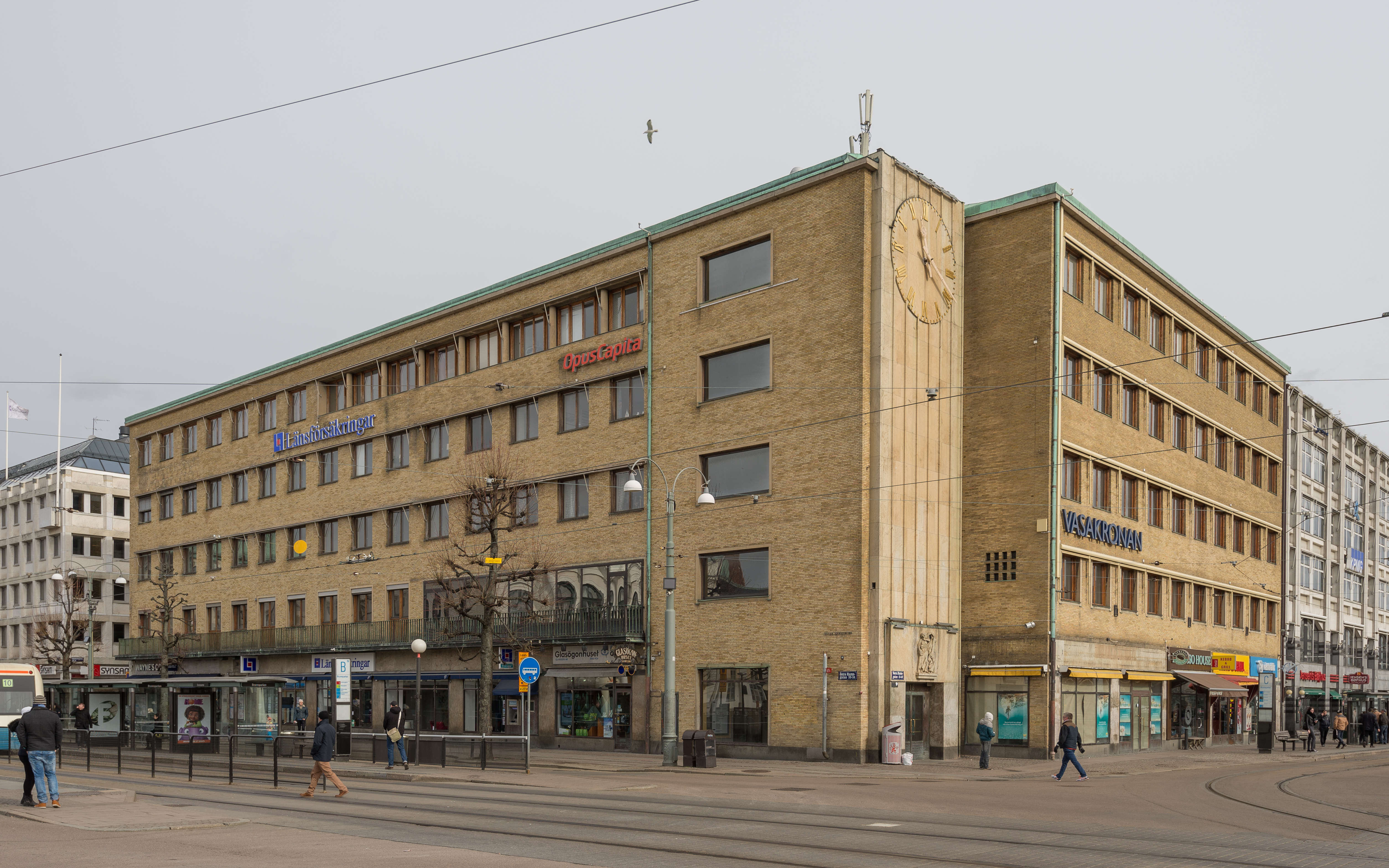
Thulehuset i Göteborg
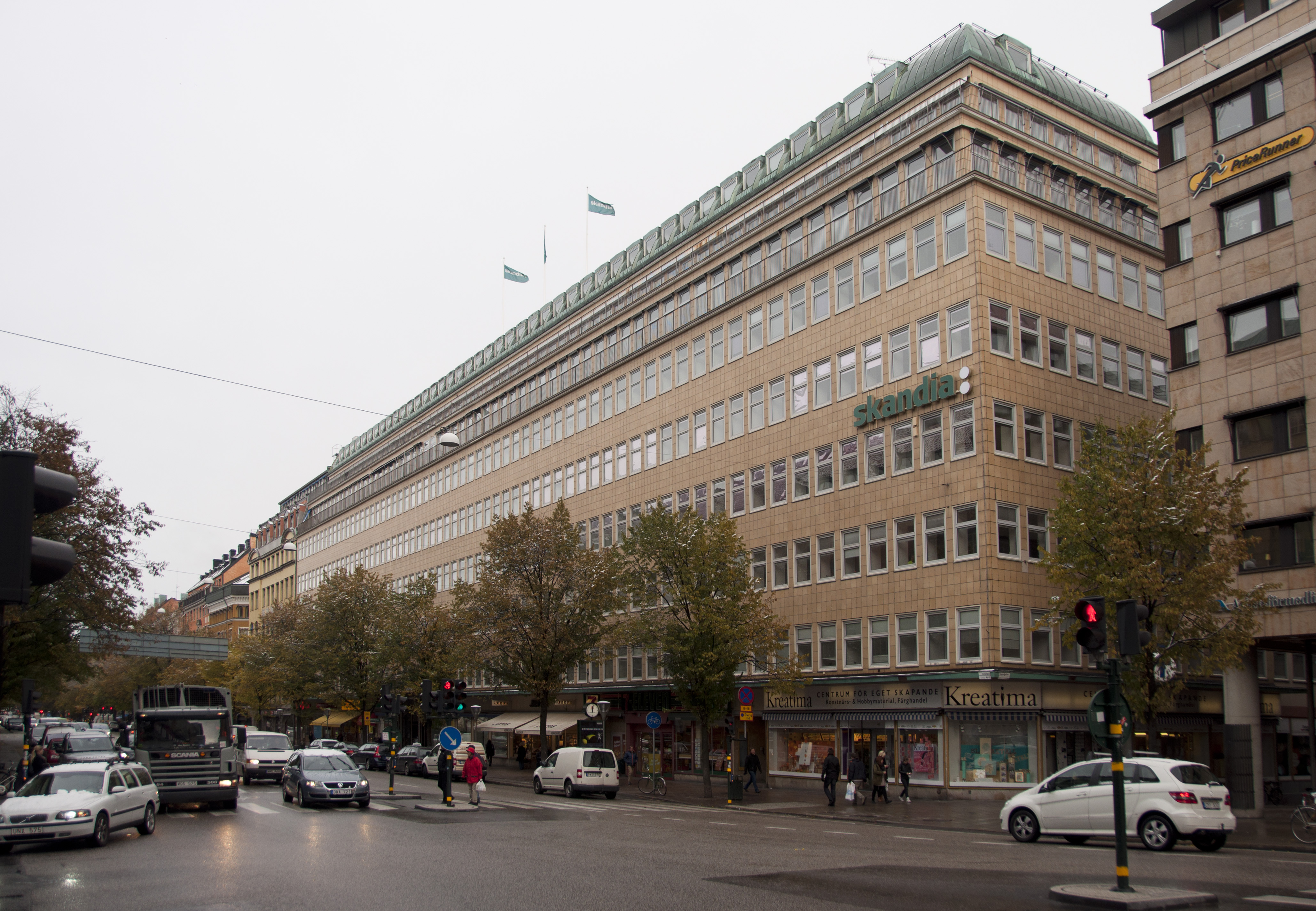
Thulehuset på Sveavägen
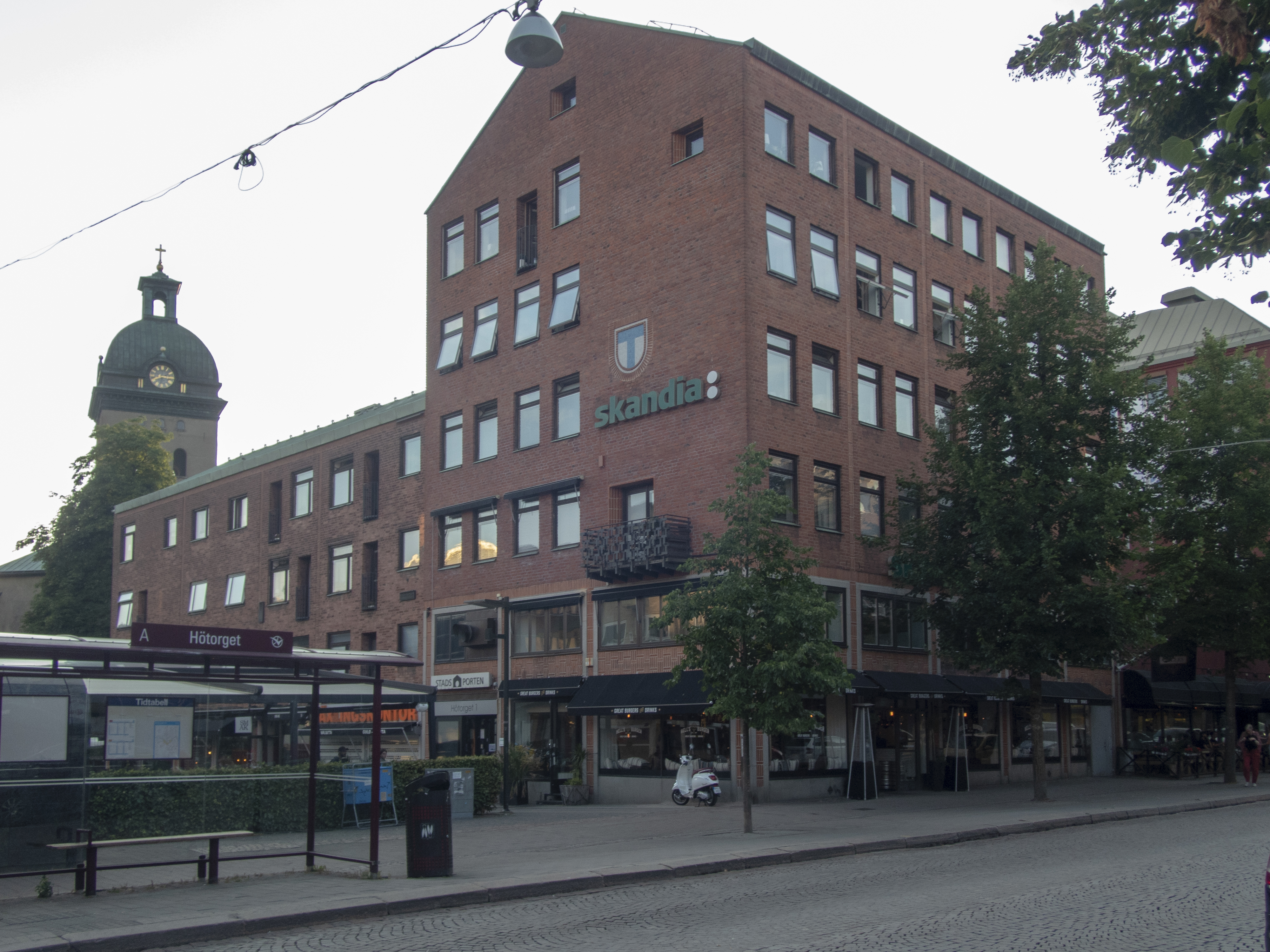
Thulehuset i Borås
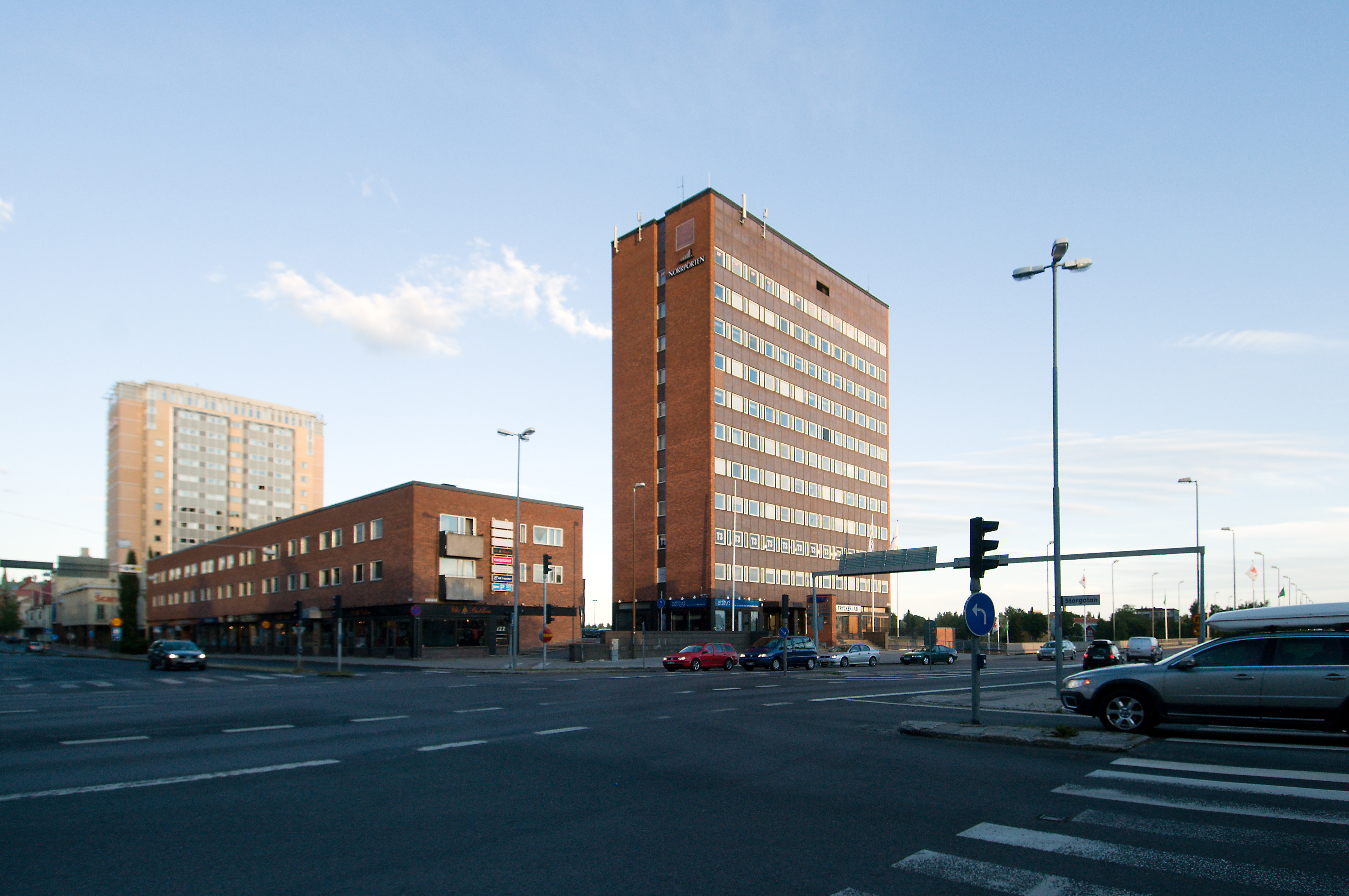
Thulehuset i Umeå

## Verkställande direktörer
- 1888-1932 Sven Palme
- 1932-1934 Gunnar Palme
- 1935-1947 Ragnar Blomquist
- 1947-1964 Alvar Lindencrona

## Styrelseordförande
- 1899-1919 Malcolm Lilliehöök
- 1919-1925 Karl Langenskiöld
- 1926-1931 Evald Uggla
- 1932-1934 Sven Palme
- 1935-1949 Robert Ljunglöf
- 1950-1961 Gunnar F Carlsson
- 1962- Nils Malmfors